# Diecezja sandomiersko-radomska
Diecezja sandomiersko-radomska. Powstała w 1981 w wyniku przeniesienia stolicy diecezji sandomierskiej z Sandomierza do Radomia. Dnia 25 marca 1992 papież Jan Paweł II na mocy bulli Totus Tuus Poloniae populus podzielił tę diecezję na dwie: diecezję sandomierską i diecezję radomską, które mają określony podział terytorialny, osobnych biskupów i katedry.